# Nervellius tricoloratus
Nervellius tricoloratus är en stekelart som beskrevs av Marsh 1988. Nervellius tricoloratus ingår i släktet Nervellius och familjen bracksteklar. Inga underarter finns listade i Catalogue of Life.